# Marcelle Lalou
Marcelle, Juliette, Louise Lalou, née le 24 août 1890 à Meudon (Hauts-de-Seine), morte le 15 décembre 1967 à Paris, est une tibétologue française du XXe siècle.

## Biographie
Marcelle Lalou est née le 24 août 1890 à Meudon-Bellevue entre Paris et Versailles. Fille de Georges Lalou, avocat, président du Conseil municipal de Paris, elle s'intéresse à l'art dès son plus jeune âge. Elle peint et dessine pour le plaisir pendant toute sa vie. Elle a commencé ses études en histoire de l'art, et beaucoup de ses premières publications sont consacrées à des thèmes historiques et artistiques.
Lalou est une infirmière volontaire pendant la Première Guerre mondiale. Elle commence ses études du bouddhisme au cours de la guerre, ainsi que du sanskrit avec Sylvain Lévi et du tibétain avec Jacques Bacot. Elle a terminé son doctorat en 1927 à l'École pratique des hautes études, où elle a ensuite enseigné de 1938 à 1963. Elle est secrétaire, puis directeur pour la bibliographie bouddhique, et rédacteur en chef du Journal asiatique de 1950 à 1966. Pour son excellent travail, Lalou est nommée Chevalier de la Légion d'honneur en 1963.
Sa contribution majeure à la tibétologie fut de cataloguer la totalité de la collection de manuscrits tibétains de Dunhuang ramenés par Paul Pelliot à la Bibliothèque nationale. En plus de son travail de catalogage, elle a écrit des articles sur divers aspects de l'ancien Tibet, et a publié un manuel de tibétain. Parmi ses étudiants remarquables, on peut mentionner Rolf Stein et Jan Willem de Jong (en).

## Œuvres
- 1927 : « La version tibétaine du Ratnakūṭa. Contribution à la bibliographie du Kanjur », Journal asiatique
- 1931 : Catalogue du Fonds Tibétain de la Bibliothèque Nationale. Quatrième Partie, I. Les mDo-maṅ, Paris, Librairie orientaliste Paul Geuthner.
- 1936 : « Mañjuśrīmūlakalpa et Tārāmūlakalpa », Harvard Journal of Asiatic Studies, 1.3/4, p. 327-349.
- 1936 : « L'histoire de Rāma en Tibétain », Journal asiatique, p. 560-562.
- 1939 : « Document tibétain sur l’expansion du dhyāna chinois », Journal asiatique, n° 231, p. 505-523.
- 1939-1961 : Inventaire des manuscrits tibétains de Touen-houang conservés à la bibliothèque nationale (Fonds Pelliot tibétain), 3 vol., Paris, Libr. d'Amérique et d'Orient, A. Maisonneuve.
- 1940 : « Tun-huang Tibetan documents on a Dharmadāna », The Indian Historical Quartely, vol. 16, p. 292-298.
- 1949 : « Les chemins du mort dans les croyances de Haute-Asie », Revue de l'histoire des religions, janvier-mars, p. 42-48.
- 1950 : Manuel élémentaire de tibétain classique (méthode empirique), Paris, Adrien Maisonneuve.
- 1952 : « Rituel bon-po des funérailles royales », Journal Asiatique, n° 240, p. 339-361.
- 1953 : « Tibétain ancien bod / bon », Journal Asiatique, n° 241, p. 275-276.
- 1953 : « Les textes bouddhiques au temps du roi khri-sron lde-bcan : contribution à la bibliographie du kanjur et du tanjur », Journal asiatique, p. 313-353.
- 1955 : « Rétrospective: L’œuvre de Louis de la Vallèe Poussin », Bibliographie bouddhique', 23a, p. 1-37.
- 1955 : « Revendications des fonctionnaires du grand Tibet au VIIIe siècle », Journal asiatique, n° 243, p.171-212.
- 1957 : Les religions du Tibet, Presses universitaires de France.
- 1958 : Fiefs, poisons et guérisseurs. Journal asiatique. 246: 157-201.
- 1965 : Catalogue des principautés du Tibet ancien. Journal asiatique 253: 189-215.